# Хенеджін (бахш)
Хенеджін (перс. خنجین) — бахш в Ірані, в шагрестані Фараган остану Марказі.

## Дегестани
До складу бахша входить єдиний дегестан — Тальх-Аб.